# Autodesk Vault
Autodesk Vault je PDM systém pro správu dat integrovaný s produkty Autodesk. Např. Autodesk Inventor, Autodesk Inventor Professional, AutoCAD Mechanical, AutoCAD Electrical, Autodesk Revit, AutoCAD Civil 3D a AutoCAD Plant 3D.)
Úkolem systému Vault je zajistit efektivní sdílení dat v týmu např. pokud se provádějí úpravy a modifikace jednotlivých dílů sestavy.
Uživatelé mohou pracovat ve Vaultu jak s CAD daty, tak i s jinými dokumenty (např. Microsoft Word, Microsoft Excel, atd...)
Autodesk Vault je síťová aplikace typu klient-server určená pro Windows. Existuje řada lokalizovaných verzí programu Vault, mj. i verze česká.

## Rodina produktů Autodesk Vault
Autodesk Vault je dostupný v několika verzích programu, každý pro různé potřeby pracovních týmů.
- Vault Basic - Základní princip zabezpečení proti přepisování dat v týmu a přehledná struktura dat pro rychle vyhledávání. -> V základu integrován u většiny balíčků Subscription
- Vault Workgroup - Možnost např. řízení revizí a zabezpečení dat - dostupný pouze do verze 2023
- Vault Collaboration - dostupný pouze do verze 2013
- Vault Professional - Možnost replikací, návaznost na ERP systémy, správa kusovníků, web klient

## Přehled funkcí programů Vault
| Funkčnost                                      | VB    | VW    | VP    |
| ---------------------------------------------- | ----- | ----- | ----- |
| Nástroj pro správu souborů                     | --X-- | --X-- | --X-- |
| Rychle vyhledávání                             | --X-- | --X-- | --X-- |
| Integrace s CAD aplikacemi Autodesk            | --X-- | --X-- | --X-- |
| Správa uživatelů, skupin a rolí                | --X-- | --X-- | --X-- |
| Nástroje pro opakované využití návrhů          | --X-- | --X-- | --X-- |
| Řízení revizí souborů a jejich životních cyklů |       | --X-- | --X-- |
| Dávkové vykreslování                           |       | --X-- | --X-- |
| Automatické pojmenování souborů                |       | --X-- | --X-- |
| Samostatný klient pro neCADovské uživatele     |       | --X-- | --X-- |
| Bezpečnost souborů a složek                    |       | --X-- | --X-- |
| Reporty                                        |       | --X-- | --X-- |
| Publikování DWF na serveru                     |       | --X-- | --X-- |
| Publikování na MS Sharepoint                   |       |       | --X-- |
| Replikace dat více poboček                     |       |       | --X-- |
| Web klient pro čtení dat v úložišti            |       |       | --X-- |
| Zálohovací nástroje                            |       |       | --X-- |
| Správa kusovníků                               |       |       | --X-- |
| Správa konstrukčních změn                      |       |       | --X-- |
| Integrace s ERP systémy                        |       |       | --X-- |

Legenda
- VB - Vault (Basic)
- VW - Vault Workgroup
- VP - Vault Professional

## Podporované aplikace
Po vydání verze 2016 jsou podporovány tyto aplikace a programy:
| Aplikace                  | Verze                                           |
| ------------------------- | ----------------------------------------------- |
| AutoCAD                   | 2024 - 2017, 2016, 2015, 2014, 2013, 2012       |
| AutoCAD Architecture      | 2024 - 2017, 2016, 2015, 2014, 2013, 2012       |
| AutoCAD LT*               | 2024 - 2017, 2016, 2015, 2014, 2013, 2012       |
| AutoCAD Electrical        | 2024 - 2017, 2016, 2015, 2014, 2013, 2012       |
| AutoCAD Map 3D            | 2024 - 2017, 2016, 2015, 2014, 2013, 2012       |
| AutoCAD Mechanical        | 2024 - 2017, 2016, 2015, 2014, 2013, 2012       |
| AutoCAD MEP               | 2024 - 2017, 2016, 2015, 2014, 2013, 2012       |
| AutoCAD Plant 3D a P&ID   | 2024 - 2017, 2016, 2015, 2014, 2013 Ext 1       |
| AutoCAD Civil 3D          | 2024 - 2017, 2016, 2015, 2014, 2013, 2012       |
| Autodesk Alias            | 2024 - 2017, 2016, 2015, 2014, 2013             |
| Autodesk Simulation       | 2017, 2016, 2015, 2014, 2013, 2012              |
| Autodesk Buzzsaw*         | 2015, 2014, 2013, 2012                          |
| Autodesk Inventor         | 2024 - 2017, 2016, 2015, 2014, 2013, 2012, 2011 |
| Autodesk Inventor LT*     | 2014, 2013, 2012                                |
| Autodesk 3ds Max          | 2024 - 2017, 2016, 2015, 2014, 2013, 2012       |
| Autodesk Moldflow         | 2024 - 2017, 2016, 2015, 2014, 2013             |
| Autodesk Navisworks       | 2024 - 2017, 2016, 2015, 2014, 2013, 2012       |
| Autodesk Revit            | 2017, 2016, 2015, 2014, 2013, 2012              |
| Microsoft Office          | 2003, 2007, 2010, 2013 a vyšší                  |
| Microsoft Office Outlook* | 2010 a vyšší                                    |

* Tento program je podporován pouze pro Vault Professional. Nikoliv pro Vault Basic.